# 뱅상 라코스트
뱅상 라코스트(Vincent Lacoste, 1993년 7월 3일 ~ )는 프랑스의 배우이다. 《잃어버린 환상》(2021)으로 세자르상 남우조연상을 수상했다.

## 출연 작품

### 영화
- 나의 사춘기 (2009, Les Beaux Gosses)
- 스카이랩 (2011, Le Skylab)
- 까밀 리와인드 (2012)
- 아스테릭스와 오벨릭스: 여왕폐하를 위하여 (2012, Astérix et Obélix : Au service de Sa Majesté)
- 히포크라테스 (2014, Hippocrate)
- 여인공화국의 재키 (2014, Jacky au royaume des filles)
- 에덴: 로스트 인 뮤직 (2014, Eden)
- 어느 하녀의 일기 (2015)
- 롤로 (2015, Lolo)
- 빅토리아 (2016)
- 사하라 (2017) - 목소리
- 쏘리 엔젤 (2018)
- 쁘띠 아만다 (2018, Amanda)
- 마법에 빠졌어요 (2019)
- 잃어버린 환상 (2021, Illusions perdues)
- 홀드 미 타이트 (2021, Serre moi fort)
- 코마 (2022, Coma) - 목소리
- 그린퍼퓸 (2022, Le Parfum vert)
- 흡연하면 기침한다 (2022, Fumer fait tousser)
- Le Temps d'aimer (2023)

### 텔레비전
- 이마 베프 (2022)